# Кашаны
Кашаны (бел. Кашаны) — деревня в Кричевском районе Могилёвской области Белоруссии. Входит в состав Бельского сельсовета.

## География
Деревня находится в северо-восточной части Могилёвской области, в пределах Оршанско-Могилёвской равнины, на правом берегу реки Чёрная Натопа, на расстоянии примерно 11 километров (по прямой) к северу от Кричева, административного центра района. Абсолютная высота — 164 метра над уровнем моря. К востоку от населённого пункта проходит республиканская автодорога Р15.

## История
В конце XVIII века деревня входила в состав Мстиславского воеводства Великого княжества Литовского. Имелась униатская церковь.
Согласно «Списку населенных мест Могилёвской губернии» 1910 года издания населённый пункт входил в состав Кошанского сельского общества Малятичской волости Чериковского уезда Могилёвской губернии. В деревне имелось 75 дворов и проживало 529 человек (260 мужчин и 269 женщин).
27 сентября 2024 года Лобковичский сельсовет Кричевского района Могилёвской области переименован в сельсовет «Бельскі» (на русском языке – «Бельский»).

## Население

### Численность
- 2009 год — 42 жителей

### Динамика
- 2009 год — 42 жителей